# Nicky et Gino
Pour plus de détails, voir Fiche technique et Distribution.
Nicky et Gino (Dominick and Eugene) est un film américain réalisé par Robert M. Young, sorti en 1988.

## Synopsis
Deux frères fusionnels, l'un élève brillant en médecine et l'autre éboueur légèrement retardé, tentent d'affronter sereinement un moment charnière de leur vie en commun.

## Fiche technique
- Titre français : Nicky et Gino
- Titre original : Dominick and Eugene
- Réalisation : Robert M. Young
- Scénario : Corey Blechman & Alvin Sargent
- Musique : Trevor Jones
- Photographie : Curtis Clark
- Montage : Arthur Coburn (de)
- Production : Mike Farrell & Marvin Minoff
- Société de production et de distribution : Orion Pictures
- Pays de production :  États-Unis
- Langues : anglais, italien
- Format : couleur (DeLuxe) – 35 mm – 1,85:1 – Dolby
- Genre : Drame
- Durée : 111 min
- Dates de sortie : 
  - États-Unis : 18 mars 1988 (New York)
  - Royaume-Uni : 31 mars 1989

## Distribution
- Ray Liotta (VF : Éric Herson-Macarel) : Eugene 'Gino' Luciano
- Tom Hulce (VF : Luq Hamet) : Dominick 'Nicky' Luciano
- Jamie Lee Curtis (VF : Frédérique Tirmont) : Jennifer Reston
- Todd Graff (VF : Gérard Loussine) : Larry Higgins
- Mimi Cecchini (VF : Lita Recio) : Mme Gianelli
- David Strathairn (VF : Dominique Collignon-Maurin) : Martin Chernak
- Bill Cobbs (VF : Robert Liensol) : Jesse Johnson
- Tommy Snelsire (VF : Damien Boisseau) : Mikey Chernak
- Joe Maruzzo (VF : Daniel Russo) : Guido
- Jacqueline Knapp (VF : Annie Balestra) : Mme Vinson
- Tom Signorelli (VF : Jean Lescot) : Père T.
- Mary-Joan Negro (VF : Emmanuèle Bondeville) : Theresa Chernak
- Robert Levine (VF : François Chaumette) : Dr Levinson

## Distinctions

### Nominations
- Golden Globes 1989 : Meilleur acteur dans un film dramatique pour Tom Hulce
- Casting Society of America 1989 : Best Casting for Feature Film pour Julie Hughes et Barry Moss

### Récompense
- Mostra de Venise 1988 : Children and Cinema Award - Special Mention  pour Robert M. Young